# Paranoid Park
Paranoid Park (en español: Parque Paranoico) es una película franco-estadounidense de 2007 dirigida por Gus Van Sant. La película está basada en la novela homónima de Blake Nelson que transcurre en Portland, Oregón (Estados Unidos).
Se hizo una convocatoria de casting a través del sitio MySpace, ya que el director Gus Van Sant quería actores no profesionales para el elenco. Alrededor de 2.971 personas auditaron.
 Gabe Nevins, que nunca había actuado antes, escuchó sobre el casting en una tienda de patinetas y originalmente realizó una audición como extra. Nevins fue elegido para el papel principal, Van Sant le dijo que "tenia una sensación de inocencia que iba perfectamente con el personaje"

## Sinopsis
Alex es un adolescente que comienza a ir al Paranoid Park, un skatepark donde concurren toda clase de marginales con sus patinetas. Paralelamente comienza la investigación policial de un homicidio ocurrido en un lugar cercano.

## Reparto
- Gabe Nevins: Álex
- Daniel Liu: Detective Richard Lu
- Jake Miller: Jared
- Taylor Momsen: Jénnifer
- Lauren McKinney: Macy
- Olivier Garnier: Cal
- Scott Green: Scratch
- Winfield Henry Jackson: Christian
- Dillon Hines: Henry
- Brad Peterson: Jolt
- John Michael Burrowes: Guardia de seguridad
- Emma Nevins: Paisley
- Joe Schweitzer: Paul
- Christopher Doyle: Tío de Tommy
- Grace Carter: Madre de Álex
- Jay Small Williamson: Padre de Álex

## Recepción de la crítica
Roger Ebert del Chicago Sun Times le dio a la pelicula 3.5 de 4 estrellas, escribió sobre el protagonista de Paranoind Park: "Alex aparece como un adolescente accidental, Raskolniknov, que quiere confesar su culpa, pero no está realmente seguro de qué es culpable."
Peter Travers de Rolling Stone escribió:  "El diseño de sonido de la película, que muestra a Beethoven y Nino Rota, entre otros, se enlaza con los milagros visuales de Christopher Doyle ( In the Mood for Love ), para llevarnos dentro de la cabeza de Alex. El resultado, una bofetada desafiante en la elegante fórmula de Hollywood, es fascinante.
Escogido por "Les Cahiers du cinéma" (Francia) como la mejor película del año 2007.